# Панцерни риби
Панцерните риби (Placodermi) (на старогръцки: πλάξ, δέρμα плоча, кожата, буквално „плочеста кожа“) е изчезнал клас бронирани праисторически риби, познат от фосили, които са живели от средата на силур до края на девон. Тяхната глава и гръден кош са обхванати от на съчленени бронирани плочи, а останалата част от тялото е покрита с люспи или е гола, в зависимост от видовата принадлежност. Панцерните риби са първите челюстни риби. Челюстите им вероятно са еволюирали от първата хрилна дъга. 380-милиона годишният фосил представлява най-старият известен пример за живораждане.
Първите идентифицирани панцерни риби еволюират в края на силур, а през девонското масово измиране започва рязък спад, като до края на девон класът е напълно изчезнал.

## Разреди
- †Antiarchi
- †Arthrodira
- †Brindabellaspida
- †Petalichthyida
- †Phyllolepida
- †Ptyctodontida
- †Rhenanida
- †Acanthothoraci
- †Pseudopetalichthyida ?
- †Stensioellida ?